# Chenathur
Chenathur  är en by i Hosur taluk i Krishnagiridistriktet, i Tamil Nadu i Indien.